# هملت لهستانی. پرتره الکساندر ویلوپولسکی
هملت لهستانی. پرترهٔ الکساندر ویلوپولسکی (به انگلیسی: Polish Hamlet. Portrait of Aleksander Wielopolski) یک نقاشی رنگ روغن تمثیلی از یاتسک مالچفسکی است که نوهٔ نقاش را در قامت الکساندر ویلوپولسکی فئودال لهستانی نشان می‌دهد، همراه دو شخصیت که نماد دو سرنوشت متفاوت از ملت لهستان هستند؛ دختر جوان برهنهٔ سرزنده، نماد لهستان جوانِ آزاد و پیرزن اسیر، نماد لهستان اشغال‌شده و زیر یوغ اجانب.